# (100350) 1995 SP82
(100350) 1995 SP82 es un asteroide perteneciente al cinturón de asteroides, descubierto el 24 de septiembre de 1995 por el equipo del Spacewatch desde el Observatorio Nacional de Kitt Peak, Arizona, Estados Unidos.

## Designación y nombre
Designado provisionalmente como 1995 SP82.

## Características orbitales
1995 SP82 está situado a una distancia media del Sol de 3,103 ua, pudiendo alejarse hasta 3,443 ua y acercarse hasta 2,764 ua. Su excentricidad es 0,109 y la inclinación orbital 0,576 grados. Emplea 1997 días en completar una órbita alrededor del Sol.

## Características físicas
La magnitud absoluta de 1995 SP82 es 15,7.